# Потік Прошковцув
Потік Прошковцув (пол. Potok Proszkowców) — гірська річка в Польщі, у Мисленицькому повіті Малопольського воєводства. Ліва притока Кшчонувки, (басейн Балтійського моря).

## Опис
Довжина річки 4,53 км, площа басейну водозбору 5,14  км². Формується безіменними струмками

## Розташування
Бере початок на південно-західних схилах гори Котонь Західний (766,4 м) у присілку Явожини села Завадка. Тече переважно на південний схід і у Токарні впадає у річку Кшчонувку, ліву притоку Раби.